# Pokousání
Pokousání zvířetem nebo člověkem je vždy vysoce závažné zranění pro infekci rány. Nejzávažnějším onemocněním, které se dá přenést kousnutím je pravděpodobně vzteklina. Domácí zvíře se proto musí vyšetřit u veterináře kvůli zjištění, zda je zvíře nakažené.

## První pomoc

### Povrchové pokousání
První pomoc spočívá v co nejdokonalejším výplachu rány. Je možné použít i ředěnou desinfekci, optimálně obsahující jód. Přípravky obsahující sloučeninu jódu Iodopovidonum se mohou aplikovat přímo do rány. Použití mýdla je nedokonalou náhražkou a nemělo by se s klasickou desinfekcí kombinovat. Při jeho použití se doporučuje ránu mýt minimálně 5 minut. Po desinfekci se má rána přikrýt obvazem. Následně je nutné zajistit ošetření lékařem (a to i v případě pokousání člověkem) kvůli možné infekci či ve výjimečných případech nakažení vzteklinou.
Rány po kousnutí se obvykle nešijí (mají nerovné, roztrhané okraje a infekce je velmi pravděpodobná).

### Vážné pokousání
Při vážném pokousání se má: 
1. zastavit krvácení rány
2. očistit ránu od nečistot
3. dezinfikovat mýdlem a vodou
4. přikrýt ránu obvazem
5. zajistit odvoz zraněného do nemocnice